# Puff-puff
Pour les articles homonymes, voir Puff.
Le puff-puff, comme on l'appelle au Nigeria et en Sierra Leone, parfois au Ghana, et dans la partie anglophone du Cameroun, est un en-cas africain traditionnel fait de pâte levée (de farine de blé) frite. Il est également appelé Buffloaf ou Boflot au Ghana, Farnies au Mali, Botokoin au Togo et dans la région Volta du Ghana, Dokoin ou Dokô au Bénin, Gato (dérivé du mot français gâteau) en Guinée, Gbofloto en Côte d'Ivoire, Mikate au Congo, Micate ou Bolinho en Angola, beignet ou beignet haricot (BH) dans la partie francophone du Cameroun, (bien qu'il ne soit pas fait à partir de la même pâte que la pâtisserie française du même nom), Legemat au Soudan, Kala au Liberia, Vetkoek / Amagwinya/Magwinya en Afrique du Sud et au Zimbabwe. Le rayonnement de cette gourmandise va jusqu'en Afrique de l'Est où elle est connue sous (entre autres) le nom de Mandazi.
Les puff-puffs sont préparés à partir d'une pâte contenant de la farine, de la levure boulangère, du sucre, du sel, de l'eau, (parfois d'ingrédients facultatifs comme du beurre et des œufs), frite dans de l'huile végétale jusqu'à prendre une couleur brune dorée . La poudre à pâte peut être utilisée à la place de la levure, mais la levure est plus courante. Après la friture, les feuilletés peuvent être roulés dans du sucre. Comme le beignet français et le zeppole italien, les feuilletés peuvent être roulés dans n'importe quelle épice ou arôme comme la cannelle, la vanille et la muscade. Il s'agit d'un style de cuisine fusion où les puff-puffs sont servis avec une trempette aux fruits comme les fraises ou les framboises. Les puff-puffs peuvent être consommés nature, ou avec tout autre ajout. Par exemple, les Camerounais apprécient les feuilletés avec des haricots, du café et d'autres boissons pour le petit-déjeuner.